# Yves Allegro
Yves Allegro (* 24. August 1978 in Grône) ist ein ehemaliger Schweizer Tennisspieler und -trainer.

## Leben

### Karriere
Ab 1997 nahm Allegro an den Profiturnieren der ATP teil. Seine grössten Erfolge feierte er als Doppelspieler mit drei Titeln und weiteren sieben Finalteilnahmen. Im Juni 2003 gewann er zusammen mit Roger Federer das ATP-Turnier in Wien. Im Januar 2005 holte er sich zusammen mit dem Deutschen Michael Kohlmann den Titel in Auckland, im selben Jahr gewann er mit Federer das Rasenturnier in Halle. Im August 2004 nahm Allegro zusammen mit Federer am Doppelturnier der Olympischen Spiele in Athen teil. Die beiden schieden aber in der zweiten Runde aus.
Seine besten Platzierungen in der Weltrangliste erreichte Allegro er in der Doppelwertung im Oktober 2004 mit Platz 32 und im Einzel im Juni 2003 mit Platz 210. Trainiert wurde der Rechtshänder von Ivo Werner. Allegro war zudem mehrere Jahre Mitglied der Schweizer Davis-Cup-Mannschaft. 2011 beendete er seine Karriere.
Von 2015 bis 2020 war Allegro Cheftrainer bei Swiss Tennis. Von 2020 bis 2022 war er Trainer von Leandro Riedi, nachdem er ihn bereits in jungen Jahren betreut hatte.

### Verurteilung
2019 verurteilte das Bezirksgericht Siders Allegro wegen sexueller Nötigung einer österreichischen Tennistrainerin zu zwei Jahren auf Bewährung. Die Tat erfolgte 2014 in Tallinn, Estland. Allegro, der seine Unschuld beteuerte, legte gegen das Urteil Berufung ein. Das Walliser Kantonsgericht verkürzte 2022 die Strafe auf 20 Monate, die zur Bewährung ausgesetzt waren. Allegro zog das Urteil ans Bundesgericht weiter, dort wurde seine Beschwerde 2023 abgelehnt, das Urteil des Kantonsgerichts wurde damit rechtskräftig.

## Erfolge
| Legende (Anzahl der Siege)                           |
| Grand Slam                                           |
| ATP World Tour Finals                                |
| ATP World Tour Masters 1000                          |
| ATP International Series Gold ATP World Tour 500 (1) |
| ATP International Series ATP World Tour 250 (2)      |
| ATP Challenger Tour (14)                             |

| Titel nach Belag |
| Hartplatz (2)    |
| Sand (0)         |
| Rasen (1)        |

### Doppel

#### Turniersiege

##### ATP World Tour
| Nr. | Datum            | Turnier  | Belag         | Partner          | Finalgegner                   | Ergebnis       |
| --- | ---------------- | -------- | ------------- | ---------------- | ----------------------------- | -------------- |
| 1.  | 12. Oktober 2003 | Wien     | Hartplatz (i) | Roger Federer    | Mahesh Bhupathi Maks Mirny    | 7:67, 7:5      |
| 2.  | 10. Januar 2005  | Auckland | Hartplatz     | Michael Kohlmann | Simon Aspelin Todd Perry      | 6:4, 7:64      |
| 3.  | 12. Juni 2005    | Halle    | Rasen         | Roger Federer    | Joachim Johansson Marat Safin | 7:5, 6:76, 6:3 |

##### ATP Challenger Tour
| Nr. | Datum             | Turnier             | Belag         | Partner                | Finalgegner                                | Ergebnis         |
| --- | ----------------- | ------------------- | ------------- | ---------------------- | ------------------------------------------ | ---------------- |
| 1.  | 4. November 2000  | Yokohama            | Teppich (i)   | Julian Knowle          | Tim Crichton Ashley Fisher                 | 6:3, 7:62        |
| 2.  | 30. Juni 2001     | Eisenach            | Sand          | Gabriel Trifu          | Tomas Behrend Franz Stauder                | 7:68, 6:4        |
| 3.  | 16. März 2002     | Gosford             | Hartplatz     | Justin Bower           | John Doran Andrew Painter                  | 7:67, 3:6, 7:65  |
| 4.  | 5. Oktober 2002   | Buxoro              | Hartplatz     | Marco Chiudinelli      | Janko Tipsarević Jan Weinzierl             | 6:3, 6:4         |
| 5.  | 9. November 2002  | Eckental (1)        | Teppich (i)   | Lovro Zovko            | Philipp Petzschner Simon Stadler           | 4:6, 7:60, 6:4   |
| 6.  | 21. Februar 2004  | Andrézieux-Bouthéon | Hartplatz (i) | Jean-François Bachelot | Alexander Peya Rogier Wassen               | 6:4, 5:7, 6:4    |
| 7.  | 19. November 2005 | Helsinki            | Hartplatz (i) | Michael Kohlmann       | Christopher Kas Philipp Petzschner         | 4:6, 6:1, 6:4    |
| 8.  | 13. Mai 2006      | Dresden             | Sand          | Michal Mertiňák        | Christopher Kas Philipp Petzschner         | 6:3, 6:0         |
| 9.  | 20. Mai 2006      | Zagreb              | Sand          | Michal Mertiňák        | Julien Jeanpierre Nicolas Renavand         | 6:1, 6:2         |
| 10. | 14. Juni 2008     | Mailand (1)         | Sand          | Horia Tecău            | Juan-Martín Aranguren Marc Fornell Mestres | 6:4, 6:4         |
| 11. | 26. Juli 2008     | San Marino          | Sand          | Horia Tecău            | Fabio Colangelo Philipp Marx               | 7:5, 7:5         |
| 12. | 8. November 2008  | Eckental (2)        | Teppich (i)   | Horia Tecău            | James Auckland Márcio Torres               | 6:3, 3:6, [10:7] |
| 13. | 20. Juni 2009     | Mailand (2)         | Sand          | Daniele Bracciali      | Manuel Jorquera Francesco Piccari          | 6:4, 6:2         |
| 14. | 12. Februar 2011  | Kasan               | Hartplatz (i) | Andreas Beck           | Michail Jelgin Alexander Kudrjawzew        | 6:4, 6:4         |

#### Finalteilnahmen
| Nr. | Datum            | Turnier     | Belag         | Partner          | Finalgegner                     | Ergebnis           |
| --- | ---------------- | ----------- | ------------- | ---------------- | ------------------------------- | ------------------ |
| 1.  | 23. Mai 2004     | Casablanca  | Sand          | Michael Kohlmann | Enzo Artoni Fernando Vicente    | 6:71, 3:6          |
| 2.  | 23. August 2004  | Long Island | Sand          | Michael Kohlmann | Antony Dupuis Michaël Llodra    | 2:6, 4:6           |
| 3.  | 3. Oktober 2004  | Bangkok     | Hartplatz (i) | Roger Federer    | Justin Gimelstob Graydon Oliver | 7:5, 4:6, 4:6      |
| 4.  | 7. Februar 2005  | San José    | Hartplatz (i) | Michael Kohlmann | Wayne Arthurs Paul Hanley       | 6:74, 4:6          |
| 5.  | 24. Juli 2006    | Stuttgart   | Sand          | Robert Lindstedt | Gastón Gaudio Maks Mirny        | 5:7, 7:64, [10:12] |
| 6.  | 9. April 2007    | Valencia    | Sand          | Sebastián Prieto | Wesley Moodie Todd Perry        | 5:7, 5:7           |
| 7.  | 17. Februar 2008 | Marseille   | Hartplatz     | Jeff Coetzee     | Martin Damm Pavel Vízner        | 6:70, 5:7          |